# Triodă

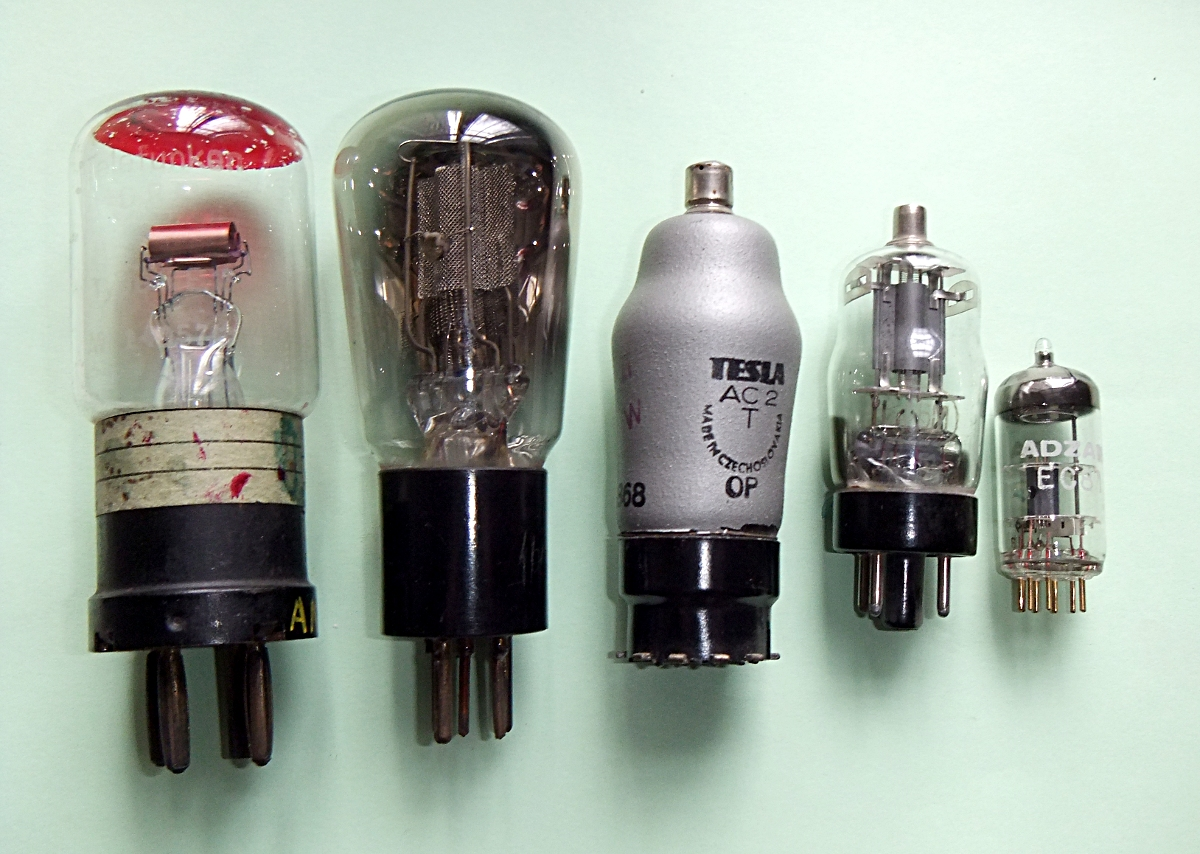
Exemple de triode de mică putere din 1918 (stânga) până la tuburi miniatură din anii 1960 (dreapta)

O triodă este un tub electronic cu trei electrozi, aflați într-un balon vidat. Curentul din triodă poate fi controlat de un electrod de comandă: grila (en), astfel că trioda poate funcționa ca amplificator, oscilator, sau în comutație. Cei trei electrozi sunt catodul, încălzit de un filament, grila și anodul. A fost inventată în 1906 de Lee De Forest prin adăugarea grilei la o diodă. Inventarea triodei a inaugurat era electronicii și a permis dezvoltarea radiofoniei și a telefoniei la mare distanță. Triodele au fost folosite mult în aparatele electronice de consum, ca televizoarele și aparatele de radio. Începând cu anii 1970 au fost înlocuite de tranzistori. Actual principala lor utilizare este în emițătoarele radio de mare putere și în sistemele de încălzire prin microunde. Termenul de „triodă” provine din limba greacă: τρίοδος, tríodos, format din tri- (trei) și hodós (cale), sensul original fiind locul unde se întâlnesc trei căi (ramuri) de curent.

## Istoric
Primul tub electronic, dioda, avea doi electrozi, un filament și anodul. A fost inventată în 1904 de John Ambrose Fleming și a fost folosită ca detector (en) în aparatele de radio. Primul tub cu trei electrozi a fost unul cu descărcare în vapori de mercur, brevetat la 4 martie 1906 de austriacul Robert von Lieben.

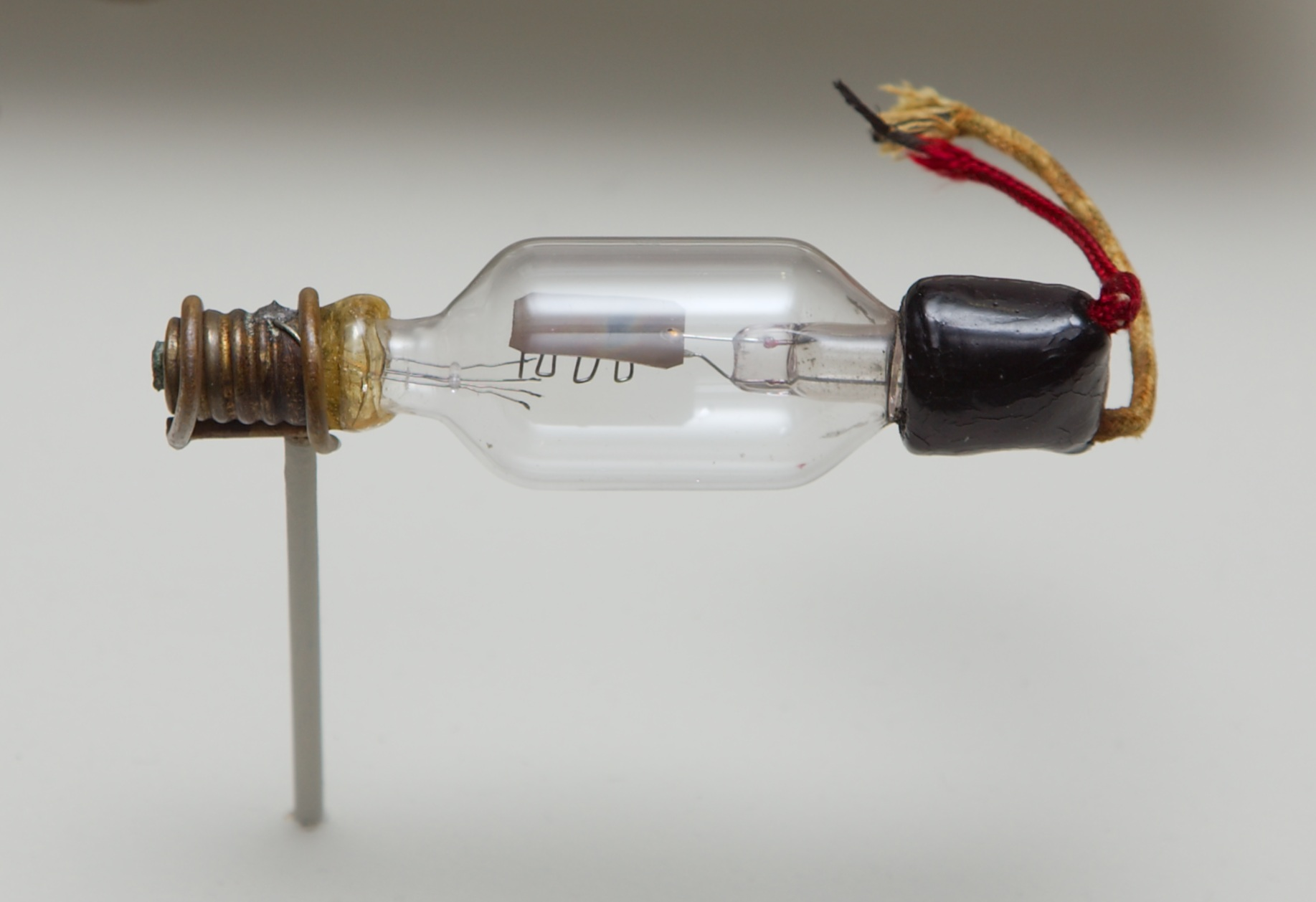
Tubul Audion din 1908 al lui Lee De Forest. Anodul este placa de deasupra, grila este sârma în zigzag de sub ea. Filamentul era situat sub grilă. Durata scurtă de viață a filamentului a determinat echiparea tubului cu două filamente — al doilea era conectat după arderea primului. În imagine cele patru capete de fire de sub grilă sunt resturile celor două filamente, ambele arse.

Independent, în 1906 inginerul american Lee De Forest a inventat tuburi cu trei electrozi, prin adăugarea unui electrod într-o diodă, tuburi numite Audion. Audion este considerată prima triodă. Tubul la care grila era plasată între filament și anod, și care va deveni prototipul triodei, a fost brevetat în 29 ianuarie 1907. La Audion vidul nu era perfect, el mai conținea gaz la presiune scăzută, considerat necesar de De Forest, însă care determina o funcționare neregulată și scurta durata de viață a filamentului. Inventat ca detector, tubul Audion n-a prea fost folosit până în 1912, când a fost observată capacitatea sa de a amplifica semnalele, după care a fost folosit pentru construirea amplificatoarelor și oscilatoarelor pentru aparatele de radio. Diferitele utilizări ca amplificator au determinat răspândirea sa rapidă. În 1913 Harold Arnold de la American Telephone and Telegraph Company, care a cumpărat drepturile asupra tubului Audion de la De Forest, și Irving Langmuir de la General Electric, care și-a denumit tubul '„Pliotron”, au construit tuburi cu vid înalt, considerate primele triode cu vid. Denumirea de „triodă” a apărut mai târziu, când a fost nevoie să se deosebească între ele diferitele tuburi cu mai mulți sau mai puțini electrozi (diode, tetrode, pentode etc.). Până să se lămurească lucrurile au fost multe procese între De Forest și von Lieben și între De Forest și Marconi Company, care îl reprezenta pe John Ambrose Fleming, inventatorul diodei.
Trioda a revoluționat domeniul electric, creând electronica. Ea și-a găsit imediat aplicații în domeniul telecomunicațiilor, comunicațiile prin oscilații întreținute înlocuind ineficientele comunicații prin oscilații amortizate (en) sau prin scântei (en), permițând transmiterea sunetului prin modulație de amplitudine (AM). Spre deosebire de receptoarele cu cristal (en), care trebuiau ascultate în căști, triodele aveau puterea de a acționa difuzoare, care permiteau ascultarea emisiunilor de către întreaga familie. Asta a dus la trecerea radioului în 1920 de la comunicații simple la radiodifuziune. Triodele au permis și comunicațiile telefonice intercontinentale. Alte aplicații au fost televiziunea, megafoanele, fonograful și filmul sonor.
Din triodă s-au dezvoltat celelalte tuburi: tetroda (Walter Schottky, 1916) și pentoda (Gilles Holst și Bernardus Dominicus Hubertus Tellegen, 1926), care au remediat unele deficiențe ale triodelor.
Triodele au fost mult folosite în aparatele electronice casnice, ca radiouri, televizoare și sisteme audio, unde, începând din 1960, au fost înlocuite de tranzistori. Astăzi triodele se mai folosesc în locuri unde elementele bazate pe semiconductori au rezultate mai slabe, cum ar fi în etajele de mare putere ale emițătoarelor, la încălzirea prin microunde și la înregistrările sonore de înaltă fidelitate.

## Construcție
Triodele au un catod încălzit electric de un filament. În urma încălzirii catodul emite electroni prin emisie termionică. Electronii sunt atrași de anod, aflat la un potențial pozitiv față de catod. Între catod și anod este plasată grila, formată dintr-o plasă prin care electronii pot trece mai mult sau mai puțin, în funcție de potențialul ei. Ca urmare, grila joacă rolul de element de comandă al fluxului de electroni prin tub. Electrozii sunt închiși ermetic într-un balon de sticlă vidat, unde presiunea remanentă este foarte mică, de ordinul 10−9 atm. Schema electrică a unei triode este prezentată în figura alăturată.
Deoarece filamentul se poate arde, tubul are o durată de viață limitată. Ca urmare, el este construit ca piesă care poate fi înlocuită, electrozii fiind legați la piciorușe care ies din balon și pot fi inserate într-un soclu. Durata de viață a triodelor de mică putere este de circa 2000 de ore, iar a celor de mare putere de circa 10 000 de ore.

### Triode de putere mică

Structura unei triode moderne de mică putere. Balonul și electrozii sunt secționați pentru a se putea vedea structura.

Triodele de putere mică au o construcție concentrică, cu grila și anodul ca niște cilindri circulari sau ovali care înconjoară catodul. Catodul este un tub metalic aflat în centru. Prin interiorul lui trece filamentul, format dintr-o spirală de wolfram cu rezistență mare. Filamentul încălzește catodul „la roșu”, adică la 800–1000 °C. Acest sistem, în care filamentul este separat de catod se numește cu încălzire indirectă.
Separarea filamentului de catod permite încălzirea filamentului cu curent alternativ, ușor de obținut din sursa de alimentare cu curent alternativ a montajului. Însă dacă încălzirea ar fi directă, adică catodul ar fi chiar filamentul, variația potențialului său față de grilă ar comanda tubul cu frecvența sursei, normal de 50/60 Hz, semnalul util fiind parazitat de un „brum”.
Catodul este acoperit cu un amestec de oxizi ai metalelor alcalino-pământoase (calciu, stronțiu, bariu) și thoriu, care facilitează emisia electronilor. Grila este formată dintr-o spirală sau o plasă. Anodul poate fi și pătrat, cu aripioare de răcire prin radiație. Pentru mărirea emisivității sale, este înnegrit. Electrozii sunt menținuți în poziție de piese făcute din materiale izolatoare, ca mică sau ceramică și sunt susținuți de sârmele de conexiune la piciorușe. Pe o porțiune din partea interioară a balonului se realizează o oglindă prin evaporarea unei mici cantități de bariu, cu rolul de absorbant (getter) a urmelor de gaz din balon.

### Triode de putere mare
La triodele de putere mare catodul este „cu încălzire directă”, adică filamentul este chiar catodul, deoarece la puteri mari un catod cu încălzire indirectă nu rezistă. Se folosește un filament de wolfram acoperit cu thoriu. Temperatura de lucru este mai înaltă decât la încălzirea indirectă. Balonul este realizat adesea din ceramică în loc de sticlă, toate materialele folosite având puncte de topire cât mai ridicate. Tuburile la care anozii disipează puteri mai mari de 350 W trebuie răcite forțat, sau anozii trebuie puși în contact termic cu balonul prin straturi de cuarț, deoarece anozii se pot încălzi la temperaturi peste 900 ºC. Altă soluție este realizarea anozilor din blocuri de cupru cu aripioare care ies în afara balonului și sunt răcite cu aer sau cu apă.

## Funcționare
Funcționarea unei triode este foarte asemănătoare cu a unui tranzistor cu efect de câmp (en) cu canal negativ.

### Trioda ca amplificator

Schema tensiunilor la o triodă lucrând ca amplificator

În triodă electronii sunt emiși de catod. Datorită vidului din balon ei se pot mișca liberi. Având o sarcină electrică negativă ei sunt atrași de anod, care este legat la un potențial pozitiv și „curg” spre acesta prin spațiile grilei. Grila, fiind plasată la un potențial negativ față de catod, respinge electronii emiși de catod, împiedicând mai mult sau mai puțin trecerea lor în funcție de tensiunea dintre ea și catod. La o tensiune mai negativă va respinge mai mulți electroni, diminuând fluxul lor spre anod, adică curentul anodic, iar la o tensiune mai pozitivă va atrage electroni, mărind curentul anodic. Astfel grila acționează ca un element care comandă curentul anodic în funcție de tensiunea grilei. La un semnal alternativ, chiar un semnal de mică putere (Vi) poate varia tensiunea pe grilă. Curentul anodic va varia la fel, însă, el fiind mult mai puternic, va rezulta o amplificare de putere. Prin plasarea în circuitul anodic a unui rezistor de sarcină RL, variațiile de curent vor determina variații de tensiune pe rezistor, mult mai mari decât variațiile tensiunii semnalului aplicat pe grilă, rezultând o amplificare în tensiune (Vo).

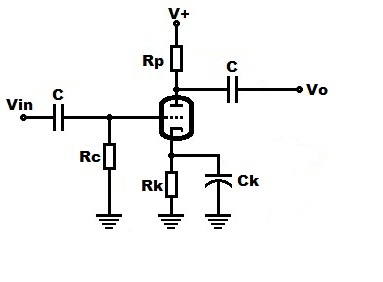
Montaj clasic cu triodă lucrând ca amplificator

La o diferență de tensiune zero între grilă și catod trioda este deschisă, permițând trecerea curentului. Pentru a opri curentul grila trebuie să aibă un potențial (tensiune de prag) mai negativ decât catodul, actual câțiva volți fiind suficienți, dar la începuturi era nevoie de tensiuni mai mari, chiar peste 100 V. Deoarece sub tensiunea de prag curentul nu circulă prin triodă, tensiunea de grilă trebuie să fie mai mare ca cea de prag. Într-un etaj de amplificare (v. fig. alăturată) tensiunea negativă a grilei față de catod se obține prin rezistențe adecvate plasate în circuitul grilei, respectiv al catodului. Curentul de grilă, practic inexistent, va determina ca potențialul grilei să fie cel al masei (practic potențialul polului negativ al sursei de alimentare), iar valoarea rezistenței rezistorului de grilă Rc nu contează (ea poate fi foarte mare), în timp ce rezistorul de la catod Rk parcurs de curentul prin triodă va determina la catod un potențial mai pozitiv decât al masei. Diferența de potențial dorită între catod–grilă se obține dimensionând rezistorul Rk. Condensatorii C separă componenta continuă dintre etaje, permițând trecerea componentei alternative, iar condensatorul Ck (cu capacitate mare) „șuntează” rezistorul de la catod pentru componenta alternativă, pe care în lipsa lui rezistorul ar diminua-o.

### Trioda ca oscilator

O triodă într-un oscilator Clapp

În electronică principiul producerii oscilațiilor întreținute constă în compensarea pierderilor dintr-un circuit oscilant, în lipsa compensării oscilația fiind amortizată. De obicei circuitul oscilant este format din bobine și condensatori. Din circuit se extrage o mică parte din energia oscilației, care formează semnalul de comandă al unui element activ, aici trioda. Trioda amplifică acest semnal și restituie circuitului oscilant partea extrasă, compensând și pierderile circuitului. Pentru a funcționa, semnalul amplificat trebuie să fie în fază cu tensiunile din circuitul oscilant (reacție pozitivă).
În figura alăturată este un exemplu de oscilator electronic  de tip Clapp (en). Circuitul oscilant este format de bobina L1 și de condensatorii C1, C2 și C3, în serie. Condensatorul variabil C1 permite reglarea frecvenței oscilatorului, iar condensatorii C2 și C3 formează un divizor de tensiune care stabilește nivelul semnalului extras, aplicat pe catod. Semnalul este amplificat de triodă, tensiunea anodică variază conform semnalului și alimentează circuitul oscilant, întreținând oscilația lui.

### Trioda în comutație

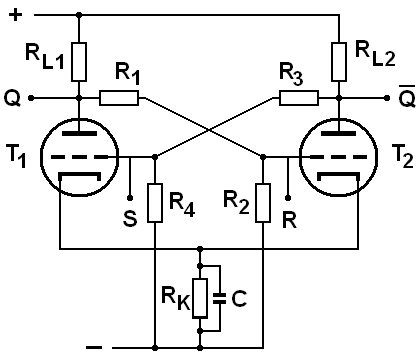
Bistabil cu triode

Un exemplu de funcționare a triodelor în comutație sunt circuitele logice, cum ar fi bistabilii (en) calculatoarelor din prima generație. În figura alăturată este prezentată schema unui bistabil Eccles–Jordan de tip SR (Set-Reset). În montajul respectiv întotdeauna una dintre triode este în stare de conducție, iar cealaltă este blocată. Pentru a putea fi blocate, grilele triodelor trebuie să poată fi polarizate puternic negativ față de catozi. Pentru a evita o sursă separată de alimentare a grilelor, tensiunea la catozi este ridicată cu ajutorul rezistenței RK. Datorită simetriei montajului, tensiunea la catozi este constantă, indiferent care dintre triode conduce. Condensatorul C asigură menținerea tensiunii la catozi în regimurile tranzitorii care apar la bascularea bistabilului.
Dacă în starea inițială trioda T1 este în conducție iar trioda T2 este blocată, tensiunea la ieșirea normală {\displaystyle Q\,} va fi „jos”. Ca urmare prin divizorul de tensiune format din R1 și R2 pe grila T2 este aplicată o tensiune mai joasă, care menține T2 blocată. Deci tensiunea la ieșirea complementară {\displaystyle {\bar {Q}}\,} este „sus”. Prin divizorul de tensiune format din R3 și R4 pe grila T1 este aplicată o tensiune mai înaltă, care menține T1 în conducție. Această stare este menținută până când la intrarea {\displaystyle S\,} (set) se aplică un puls negativ. Acesta blochează T1, ceea ce face ca tensiunea {\displaystyle Q\,} să fie „sus”. Prin divizorul de tensiune format din R1 și R2 pe grila T2 este aplicată o tensiune mai înaltă, care deschide T2. Tensiunea {\displaystyle {\bar {Q}}\,} va deveni „jos”, iar prin divizorul de tensiune format din R3 și R4 pe grila T1 se va aplica o tensiune mai joasă, care menține T1 blocată. În urma impulsului negativ la intrarea {\displaystyle S\,} bistabilul a trecut în cealaltă stare a sa, iar tensiunile de la ieșirile {\displaystyle Q\,} și {\displaystyle {\bar {Q}}\,} au comutat. Pentru a aduce bistabilul în starea inițială se aplică un puls negativ la intrarea {\displaystyle R\,} (reset), care determină în mod similar bascularea circuitului.

## Caracteristici

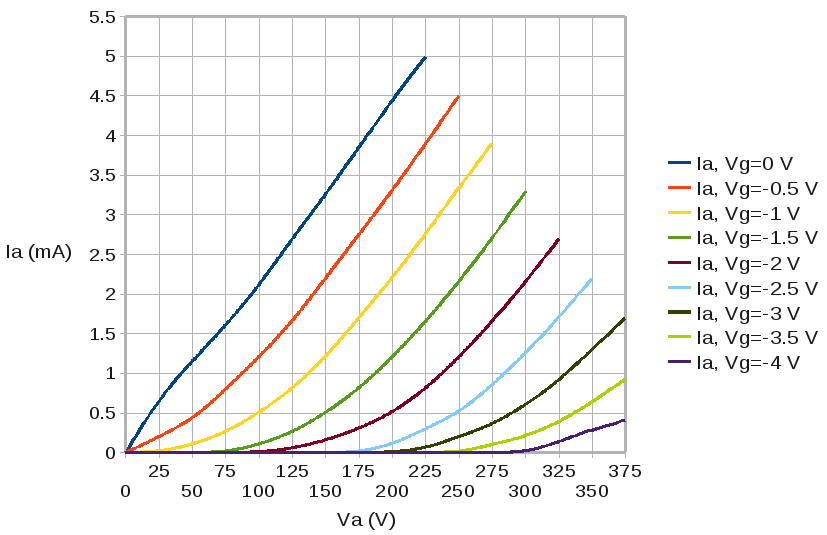
Caracteristica de curent a triodei ECC83

În documentația triodelor se dă caracteristica de curent anodic (Ia) în funcție de tensiunea anodică (Va), având tensiunea de grilă (Vg) drept parametru. Cunoscând această caracteristică proiectantul unui circuit poate alege punctul de funcționare al triodei respective.
În exemplul din figura alăturată, pentru o tensiune anodică de Va = 200 V și o tensiune de grilă de Vg = –1 V, curentul anodic va fi Ia = 2,2  mA (pe curba galbenă din grafic).
Într-un amplificator de clasă „A” cu trioda respectivă (v. schema de amplificator de mai sus), pentru un rezistor de sarcină Rp = 10 kΩ căderea de tensiune pe rezistor va fi:
{\displaystyle V_{Rp}=I_{a}\times Rp=22\,V}
Dacă tensiunea pe grilă se schimbă între –1,5 V și –0,5 V (o diferență de 1 V), curentul anodic se va schimba între 1,2 mA și 3,3 mA. Asta va determina o cădere de tensiune pe rezistența de sarcină de la 12 V la 33 V (o diferență de 21 V). Deoarece pentru o variație a tensiunii de grilă de 1 V s-a obținut o variație a tensiunii anodice de 21 V, factorul de amplificare în tensiune (raportul dintre amplitudinea voltajului la ieșire și cel de la intrare) a fost de 21.